# Herina splendida
Herina splendida är en tvåvingeart som beskrevs av Meunier 1910. Herina splendida ingår i släktet Herina och familjen fläckflugor.
Artens utbredningsområde är Madagaskar. Inga underarter finns listade i Catalogue of Life.